# Racklöfska skolan
Racklöfska skolan i Järpen  i Sverige byggdes 1813 efter en stor donation från Ole Hansson-Randklef, Trondheim, Norge. Den norske handelsmannen var född i Järpen. 

## Historik
Namnet kommer av den skeppsredaren Olov Hansson Randklef, vars mor Britta Olofsson var från Äggen i Mörsil, som år 1813 testamenterade 9.146 riksdaler till byggande av en skola vid Järpe skans för fattiga barn från Undersåkers pastorat, en s.k. donationsskola. Skolan kom inte att byggas vid Järpe skans utan i Järpbyn, där den ursprungliga skolbyggnaden, efter en flytt inom byn 1873, fortfarande står kvar.
År 1890 flyttade skolan till Järpens samhälle (Hyttåkern), nu i närheten av Järpe skans. Byggnaden finns fortfarande kvar och bredvid den Hallens småskola. Skolan fortsatte att vara donationsskola, med särskild styrelse, intill 1931 varefter den fortsatte att verka som en kommunal folkskola intill 1948 då den upphörde. Den gamla Racklöfska skolan hade därmed upphört.
Under 1934 motioneras i Undersåkers kommunfullmäktige om en högre folkskola, som kom till stånd åren därefter.
- Undersåkers högre folkskola (1935-1942) (De första eleverna började i klass 1(4) höstterminen 1936.
- Undersåkers kommunala mellanskola (1943-1949)
- Undersåkers samrealskola (1947-1965) (Statlig skola från 1949)

Höstterminen 1964 började högstadiet vid skolan för elever från Åre, Kall och Undersåkers kommuner.
- (Nya)Racklöfska skolan (1965- ), bildades genom att den år 1958 bildade korrespondensgymnasiet, verkstadskolan, samrealskolan och högstadiet blev en enhet.

Sista realexamen vid Undersåkers samrealskola genomförs 27 maj 1967 och därmed består Racklöfska skolan av högstadium, gymnasium och verkstadsskola. Sista kullen studenter från korrespondensgymnasiet examineras i Malmö via Hermods.
1972 startade idrottsgymnasiet, med riksintag, på försök vid skolan, med linjerna utförsåkning (alpint) och längdskidåkning.
1977/78 startas den treåriga turisthotellutbildningen (Hotell- och restaurang).
Från 1987 är Racklöfska en skolenhet med kommunal vuxenskola (KomVux), gymnasieskola och grundskolans högstadium.
2005 har skolan cirka 750 elever i grundskola, gymnasieskola och vuxenutbildning. Verksamheten bedrivs i huvudsak i Järpen, men skolan har även utbildningslokaler i Åre.
År 2006 delades skolan i Åre gymnasieskola och Racklöfska skolan omfattande grundskola med klasserna 6-9.
Vårterminen 2010 avvecklades högstadiet vid skolan och högstadiet koncentrerades till Mörsils centralskola. Från höstterminen 2010 omfattar Racklöfska förskolan och årskurserna 1-6 (s.k. "F-6 skola"). Skansborgs skola i Järpen las samtidigt ner.